# F.T.W. - Fuck The World
F.T.W. - Fuck The World è un film del 1994 diretto da Michael Karbelnikoff

## Trama
Frank T. Wells è un cowboy che ha appena scontato una condanna per omicidio. Dopo questa tragica esperienza, Wells ha deciso di vivere onestamente dedicandosi anima e corpo nel proprio lavoro. Ma l'incontro con Scarlett Stuart, ragazza rea di aver rapinato una banca, darà una violenta e fatale scossa alla sua onesta vita.